# Rschaksa
Rschaksa (russisch Ржа́кса) ist eine Siedlung städtischen Typs in der Oblast Tambow in Russland mit 5196 Einwohnern (Stand 14. Oktober 2010).

## Geographie
Der Ort liegt etwa 75 km Luftlinie südöstlich des Oblastverwaltungszentrums Tambow. Er befindet sich zwischen dem östlich fließenden gleichnamigen rechten Nebenfluss Rschaksa der Worona und der etwa 5 km westlich fließenden Sawala.
Rschaksa ist Verwaltungszentrum des Rajons Rschaksinski sowie Sitz und einzige Ortschaft der Stadtgemeinde (gorodskoje posselenije) Rschaksinski possowet.

## Geschichte
Der Ort wurde 1822 erstmals als Dorf im Ujesd Kirsanow des Gouvernements Tambow urkundlich erwähnt. Ab Ende des 19. Jahrhunderts wuchs seine Bedeutung, nachdem dort eine Station an der neugebauten Eisenbahnstrecke Tambow – Balaschow – Kamyschin eröffnet worden war.
1928 wurde Rschaksa Verwaltungssitz eines neu geschaffenen, nach ihm benannten Rajons. 1968 erhielt der Ort den Status einer Siedlung städtischen Typs.

### Bevölkerungsentwicklung
| Jahr | Einwohner |
| ---- | --------- |
| 1897 | 3056      |
| 1939 | 3518      |
| 1970 | 5176      |
| 1979 | 5834      |
| 1989 | 6164      |
| 2002 | 5864      |
| 2010 | 5196      |

Anmerkung: Volkszählungsdaten

## Verkehr
Rschaksa besitzt einen Bahnhof bei Kilometer 84 der 1894 eröffneten Eisenbahnstrecke Tambow – Balaschow – Kamyschin.
Durch die Siedlung führt eine Regionalstraße, die etwa 60 km nördlich in Rasskasowo von der föderalen Fernstraße R208 Tambow – Pensa abzweigt und weiter in südlicher Richtung der Bahnstrecke über Uwarowo nach Mutschkapski folgt. In westlicher Richtung besteht Anschluss zur 25 km entfernt verlaufenden R22 Kaspi.